# 1762年10月30日の海戦
1762年10月30日の海戦は七年戦争および英西戦争中、フィリピンのサンベルナルジノ海峡において、ハイド・パーカー艦長の60門戦列艦パンサーとリチャード・キング艦長のフリゲートのアルゴがスペインのマニラ・ガレオンの1隻であったサンティシマ・トリニダーを拿捕した戦闘。

## 背景
60門艦のサンティシマ・トリニダーは1750年にマニラで建造され、それまでのマニラ・ガレオンの中で最大のものであった。建造の目的は太平洋におけるスペイン植民地の間の貿易であった。1762年9月3日、サンティシマ・トリニダーは財宝を載せてスペイン領東インドのカヴィテを出港、ヌエバ・エスパーニャ副王領のアカプルコに向かおうとした。しかし、逆風で9月末までサンベルナルジノ海峡を離れられず、しかも10月2日から3日にかけての夜に台風に襲われて主檣を失ったため、仮帆装でカヴィテへ戻ろうとした。英西戦争開戦の報せは船会社には届いておらず、サンティシマ・トリニダーが出港してすぐ、イギリス東インド会社はマニラを占領した。

## 戦闘
サンティシマ・トリニダーがサンベルナルジノ海峡を通るとき、イギリスのパンサーとアルゴは同船を発見、追跡した。イギリス艦隊がサンティシマ・トリニダーを追いついてすぐ、海戦が生起した。パンサーもアルゴもサンティシマ・トリニダーのマストと艤装めがけて砲撃したが、木材が堅くて効果が薄かった。それでも動きを封じることには成功し、マストも吹き飛ばした。サンティシマ・トリニダーはその後も2時間にわたり抵抗したが、船員が800人と定員を超過しており、大砲も必要な数の半分しかなかったため、スペインの指揮官はこれ以上の抵抗は無駄と判断して降伏した。スペイン軍の損害は戦死18、負傷10、捕虜750でイギリス軍は戦死35、負傷37であった。

## その後
船上の貨物は150万ドルの値段がつけられ、船自体はさらにその倍の価値があった。サンティシマ・トリニダーは1764年にプリマスまで運ばれ、そこで木材を再利用するために解体された。
戦争の講和条約ではスペインはマニラ返還の代償金を支払わなければならなかったが、それが現実になることはなかった。サンティシマ・トリニダーの拿捕がその代わりとなったが、戦利品はイギリス政府のものとされ、東インド会社はその成果を享受することができなかった。